# Толгский монастырь
Введенский То́лгский монасты́рь — женский монастырь Ярославской епархии Русской православной церкви, расположенный в Ярославле на левом берегу Волги.
Основан как мужской в 1314 году епископом Ростовским Прохором (в схиме Трифоном) на месте чудесного обретения им иконы Богородицы (Толгская икона), ставшей главной святыней обители. Название получил по имени протекающей рядом речки Толги. В 1987 году после почти шестидесяти лет закрытия вновь открыт как женский.

## Основные даты
7 августа 1314 года архиепископ Ростовский Прохор, согласно его житию, чудесным образом обрёл на берегу Волги в 8 вёрстах от Ярославля Толгскую икону Божией Матери. Весть о чудном явлении образа Божией Матери дошла до Ярославля, откуда стеклось множество народа разного звания, возраста и состояния. Общими усилиями к полудню была отстроена церковь, а к вечеру архиепископ Прохор освятил её во имя Введения во храм Богородицы, внёс в неё образ Божией Матери, названный «Толгским» от небольшой речки Толги, протекавшей на том месте и впадавшей в Волгу, и тогда же установил всегдашнее празднование явлению её в восьмой день месяца августа. В тот же день Прохор благословил при сей церкви быть монастырю и определил в него настоятеля-игумена.
В 1553 году монастырь посетил царь Иван Грозный.
В 1609 году в Смутное время поляки убили иноков Толгского монастыря
В 1625 году на территории монастыря был построен Крестовоздвиженский храм.
В 1654 году — второе спасение Ярославской земли от «моровой язвы». В 1652 году был построен Никольский храм, а в 1681—1683 годах — Введенский собор.
В 1763 году монастырь посетила императрица Екатерина II.
В 1812 году в Спасском храме был похоронен герой Отечественной войны 1812 года генерал-лейтенант Николай Тучков.
В 1862 году в Толгский монастырь приезжал епископ Игнатий (Брянчанинов). В 1883 году монастырь посетил цесаревич Николай Александрович.
В 1893 году на территории монастыря была построена часовня в память об убиенных в 1609 году иноках.
В 1913 году в связи с празднованием 300-летия дома Романовых Толгский монастырь посетил император Николай II с семейством.

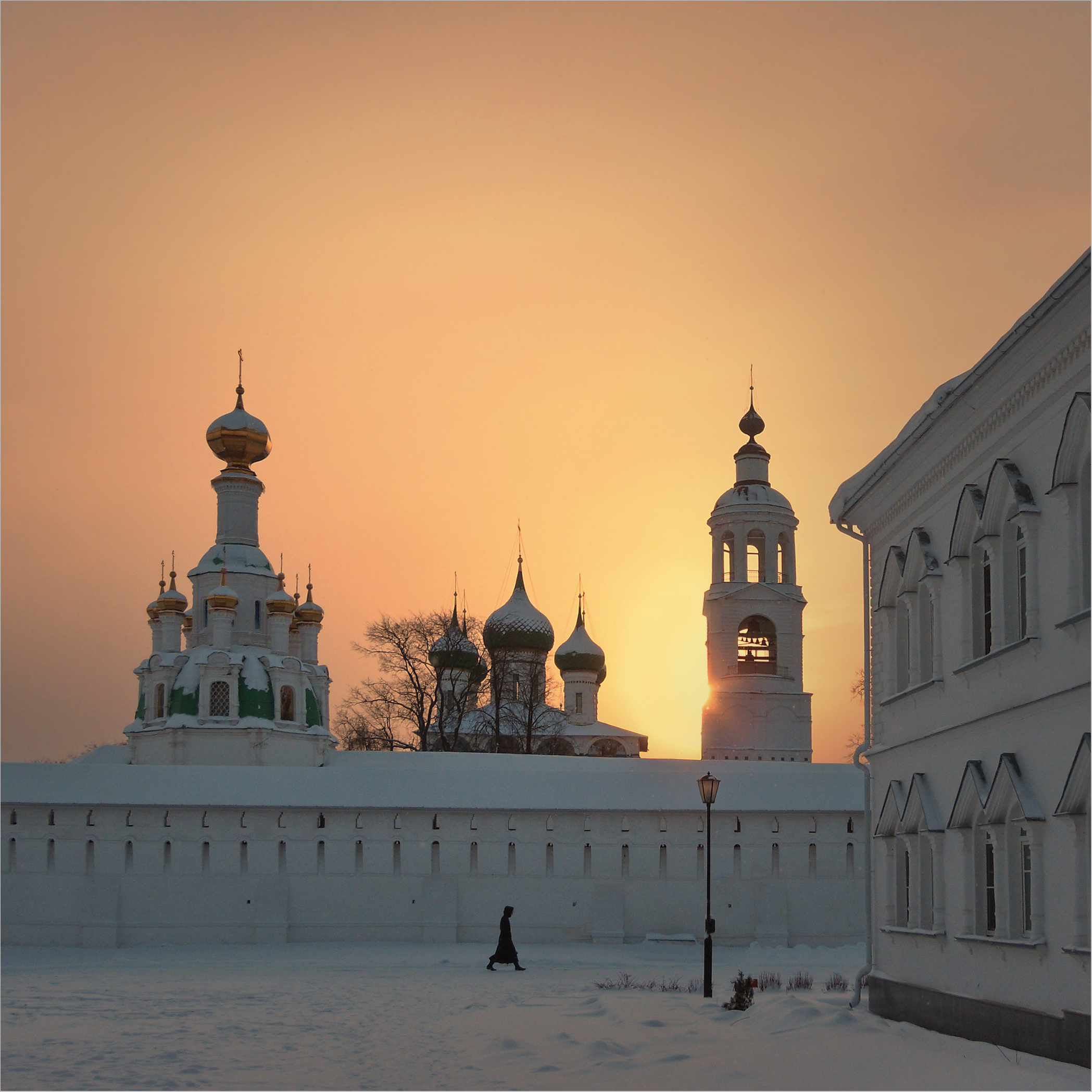
Толгский монастырь

В 1914 году праздновалось 600-летие со дня основания монастыря. К юбилею в монастыре были проведены большие ремонтные и реставрационные работы под руководством его настоятеля игумена Серафима (Самойловича).
В 1928 году Толгский монастырь был закрыт советскими властями.
В декабре 1987 года Толгский монастырь был открыт, став первым женским монастырём в РСФСР.
В 1988 году мощи Игнатия (Брянчанинова), обретённые в Николо-Бабаевском монастыре, были перенесены в Толгскую обитель.
В сентябре 1990 года на стене Спасского храма была открыта мемориальная доска в память о месте упокоения героя Бородинской битвы генерал-лейтенанта Николая Тучкова (Тучкова 1-го).
В 2008 году монастырь посетил председатель Правительства России Владимир Путин, который подписал распоряжение о передаче всех монастырских зданий из аренды в собственность монастыря.
Ремонтные работы в признанном объектом культурного наследия монастыре, которые продолжались с 2018 года, были завершены в 2019 году.

## Настоятели
Игумены
- Герман (упом. 1392)
- Кассиан (упом. 1541)
- Иона (упом. 1555 и 1556)
- Иоанн (упом. 1 дек. 1561)
- Феодосий (Харитонов) (1578—1602)
- Иона II (1606—1611)
- Макарий (упом. 1613, 1614)
- Серапион (1618—1634)
- Адриан (1635—1640)
- Иоиль (1641—1650)[6]
- Мисаил I (упом. 1652, 1654)
- Филарет (упом. 1655, 1656)
- Мисаил II (упом. 1659 — упом. 1661)
- Дионисий (упом. 1662)
- Мисаил III (упом. 28 июля 1663)
- Сергий (1662—1666)
- Савватий (1666—1671)
- Гордиан (1671—1700)
- Филарет I (1701—1705)

Архимандриты
- Корнилий (упом. 1707)
- Рафаил I (Казанович) (упом. 25 дек. 1707)
- Иона I (1711—1719)
- Даниил (1719—1722)

Игумены
- Афанасий (Коноиди) (2.3.1722 — 8.7.1723)
- Филарет II (упом. янв. 1724)

Архимандриты
- Пимен (Савёлов) (1729—1736)
- Рафаил II (1736—1737)
- Иосиф I (1737—1743)
- Иоанникий (1743—1746)
- Гавриил I (1746—1747)
- Иосиф II (1747—1752)
- Иосиф III (1752—1754)
- Вонифатий (Борецкий) (1754—1758)
- Пармен (28.4.1758 — 3.8.1758)
- Илларион (Завалевич) (13.8.1758 — 10.9.1758)
- Киприан (1758—1762)
- Иринарх I (1762—1775)

Игумены
- Игумен Филимон (Терлецкий) (1775—1786)
- Игумен Иоанн (Терликов) (1786—1789)

Архимандриты
- Порфирий (1790—1795) (погребён)
- Анастасий (Щепетильников) (11 июня 1795 — 29 июня 1797)
- Никон (1797—1799) (погребён)
- Августин (Сахаров) (1798—1800)
- Моисей (1800—1812)
- Иоанн (29.3.1813 — 16.10.1813)
- Аполлос (Алексеевский) (29 сентября 1813 — 18 декабря 1816)
- Феофилакт (Протопопов) (1816—1820) (погребён)
- Гавриил (Розанов) (11.1.1821 — 18.9.1821)
- Аарон (Нарциссов) (1821—1826)
- Иассон (Никольский) (15 марта 1826 — 5 октября 1830) (погребён)
- Иринарх (Попов) (февраль 1831—1836)
- Авраам (Шумилин) (3 сентября 1836 — 14 апреля 1844) (погребён)
- Макарий (1836—1838)
- Афанасий (Соколов) (7 марта 1838—1841)
- Феогност (Лебедев) (24 июля 1841—1848)
- Ириней (Нестерович) (17 апреля 1848 — 18 мая 1864) (погребён)
- Флавиан (Остроумов) (1865—1867) (погребён)
- Владимир (Миловиднов) (1869—1877)
- Павел (Глебов) (1878—1892)
- Герман (Ханов) (1892—1897)
- Порфирий (Кулаков) (1897 — 29 апреля 1910)
- Игумен Серафим (Самойлович) (23 июня 1910—1915)
- Анемподист (Алексеев) (1917—1921)
- Григорий (Алексеев) (1921—1928)

## Здания
| Название                                            | Дата постройки                                    | Изображение |
| --------------------------------------------------- | ------------------------------------------------- | ----------- |
| Введенский собор                                    | 1681—1683 годы                                    |             |
| колокольня                                          | 1683—1685 годы, 1826 год, архитектор Пётр Паньков |             |
| Крестовоздвиженская церковь                         | конец XVII века                                   |             |
| Церковь Спаса Нерукотворного с больничными палатами | начало XVIII века                                 |             |
| Святые ворота с церковью Николая Чудотворца         | конец XVII века — XVIII век                       |             |
| часовня в память об иноках, убиенных в 1609 году    | 1893 год, архитектор Николай Поздеев              |             |
| Спасские кельи                                      | конец XVII века                                   |             |
| корпус у восточных ворот                            | конец XVII века — XVIII век                       |             |
| Крестовоздвиженский корпус                          | 1886 год                                          |             |
| просфорня (настоятельский корпус)                   | 1887 год                                          |             |
| Никольский корпус                                   | 1670—1680-е годы                                  |             |
| ограда сада                                         | XVIII век                                         |             |
| сад                                                 | XVI—XVII века                                     |             |
| хозяйственная постройка у западной воротной башни   | XIX век                                           |             |
| стены                                               | XVII—XIX века                                     |             |
| стены (изнутри)                                     | XVII—XIX века                                     |             |
| восточная воротная башня                            | XVII век                                          |             |
| западная башня                                      | XVII век                                          |             |
| западная воротная башня                             | XVII век                                          |             |
| юго-восточная садовая башня                         | XVII век                                          |             |
| юго-западная садовая башня                          | XVII век                                          |             |
| северная башня Святых ворот                         | XVII век                                          |             |
| южная башня Святых ворот                            | XVII век                                          |             |
| северная воротная башня                             | XVII век                                          |             |
| северо-восточная башня                              | XVII век                                          |             |
| северо-западная башня                               | XVII век                                          |             |
| юго-западная башня                                  | XVII век                                          |             |
| южная воротная башня                                | XIX век                                           |             |

За каменной стеной монастыря, за небольшим внутренним рвом с водой с XVI века произрастает уникальный парк из сибирского кедра.

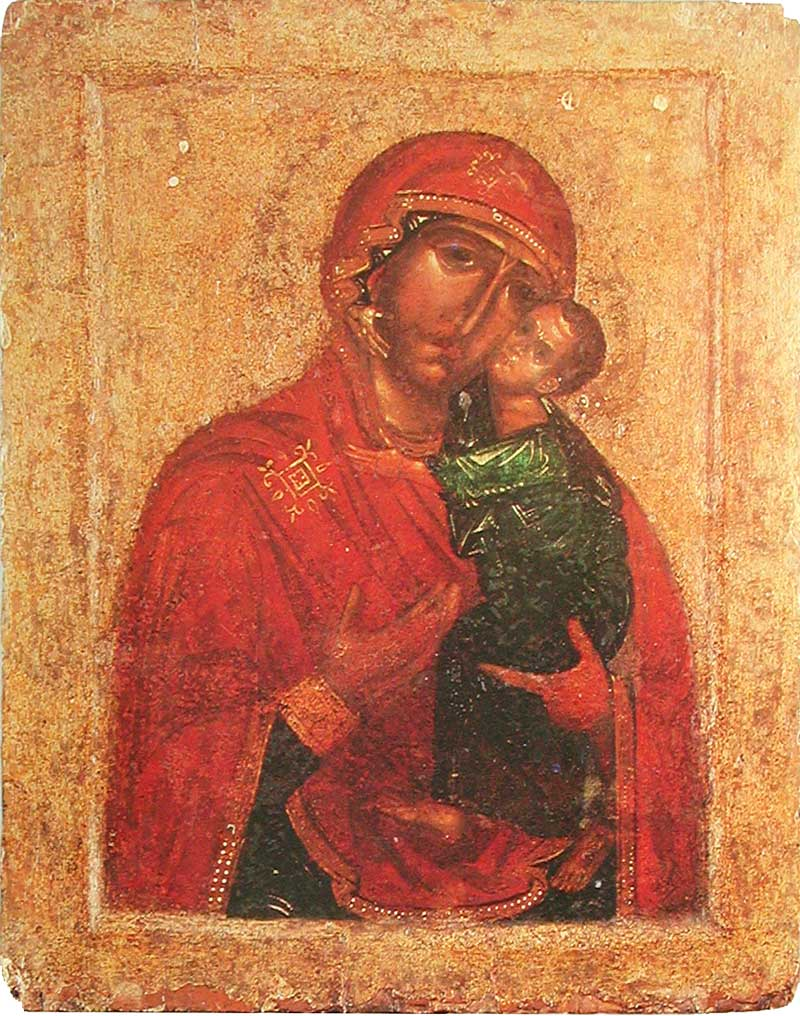
Явленная Толгская икона Божией Матери
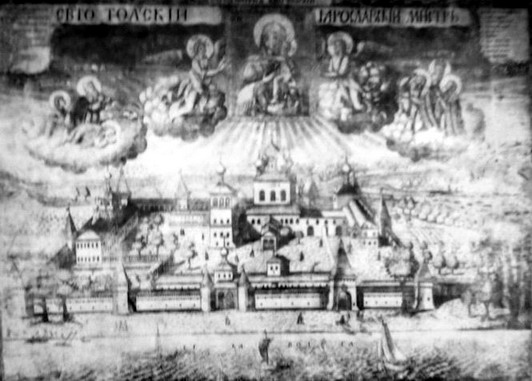
Толгский монастырь в 1730 году. Гравюра Алексея Ростовцева. Ярославский музей-заповедник
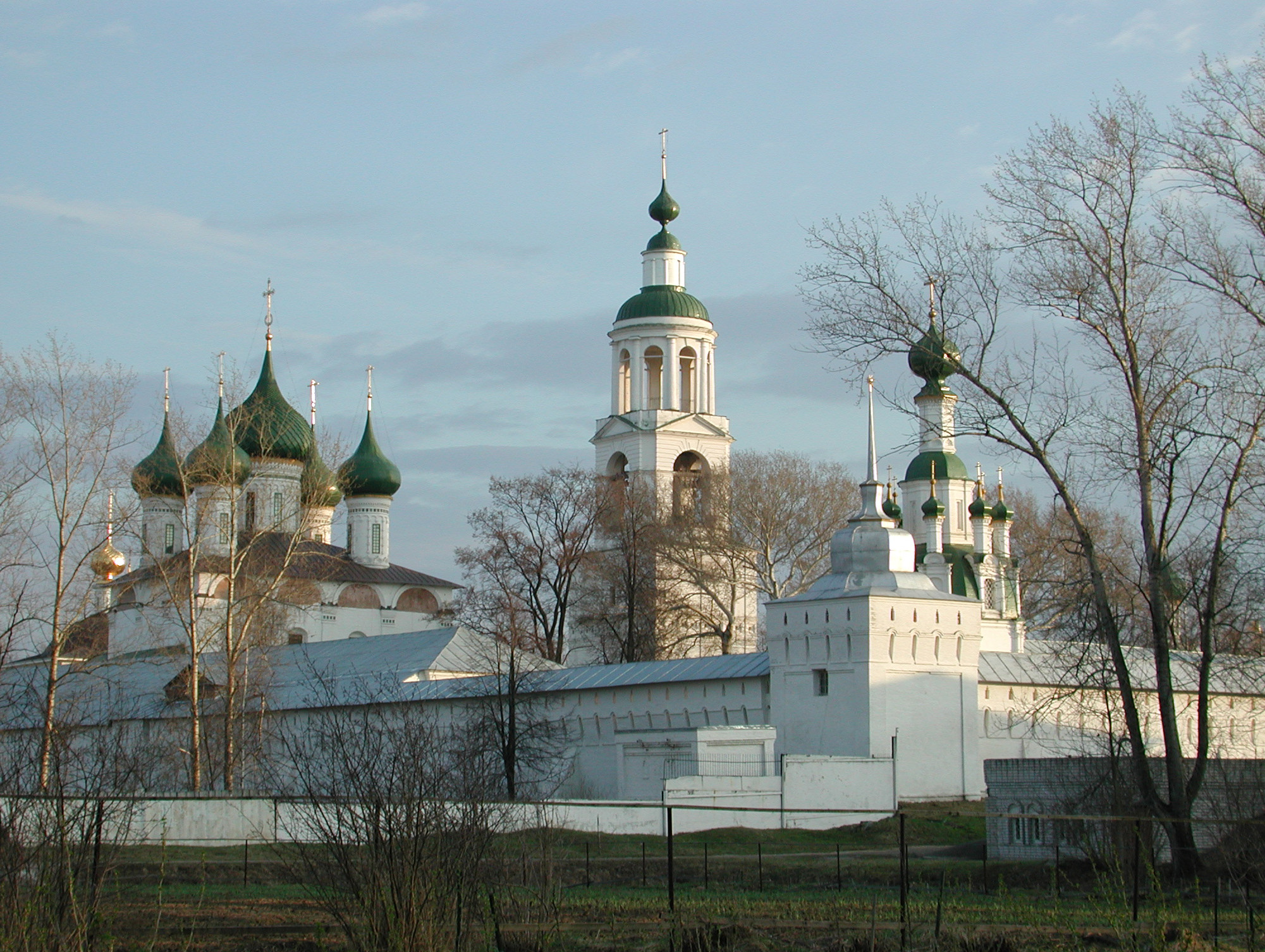
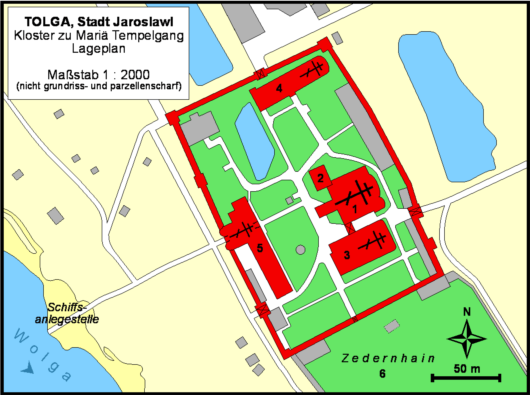
План монастыря

## Монастырь в нумизматике и филателии

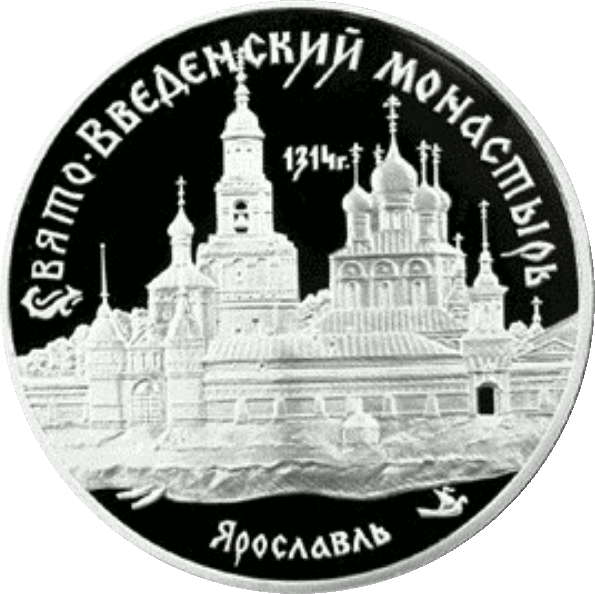
Монета Банка России — Серия: «Памятники архитектуры России», Свято-Введенский монастырь, г. Ярославль, 3 рубля, реверс.
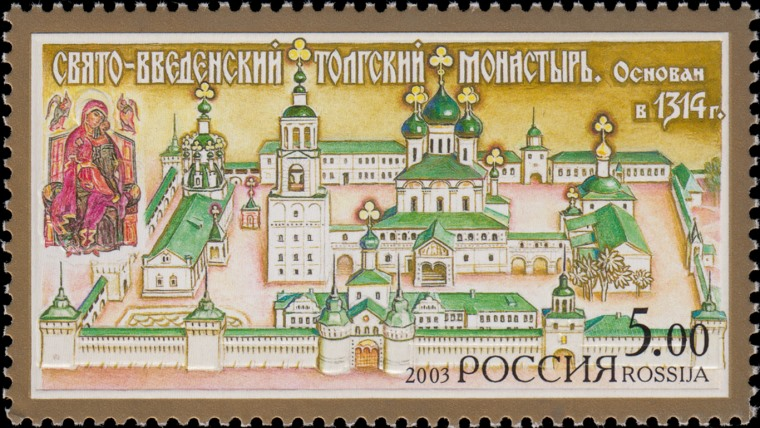
Почтовая марка 2003 год